# The Tale of Two Bad Mice
The Tale of Two Bad Mice (A História dos Dois Ratinhos Maus) é um livro infantil britânico escrito e ilustrado por Beatrix Potter publicado pela primeira vez pela editora Frederick Warne & Co em Setembro de 1904. Beatrix inspirou-se em dois ratos que foram apanhados numa ratoeira em casa do seu primo, e numa casa de bonecas que o seu editor Norman Warne estava a construir para oferecer de presente no Natal à sua sobrinha. Durante a construção do conto, Beatrix e Warne apaixonaram-se e ficaram noivos, o que muito desagradou aos pais de Beatrix que esperavam que a sua filha ficasse permanentemente na sua casa de Londres, dedicada a trabalhos domésticos.
O livro conta a história de dois ratos que estragam uma casa de bonecas. Depois de encontrarem a comida na mesa da sala de jantar feita de gesso, esmagam os pratos, atiram a roupas da boneca pela janela, rasgam a almodafa e levam vários objectos para a sua casa. Quando a menina que tem a casa de bonecas descobre o que aconteceu, coloca uma boneca-polícia à porta do seu brinquedo para evitar futuras vandalizações. Arrependidos, os dois ratos deixam uma moeda roubada nas meias da boneca na véspera de Natal, e limpam o pós da casa de bonecas todas as manhãs.
O tema da história - rebeldia, insurreição, individualismo - reflecte, não apenas o desejo de Beatrix de se libertar do domínio dos seus pais e de construir uma casa própria, mas também os seus receios de independência e as suas frustrações com o conceito vitoriano de "dona de casa".
O livro foi bem recebido pela crítica, e Beatrix recebeu a primeira carta de um fã dos Estados Unidos. O conto foi adaptado a uma parte do filme de 1971 The Tales of Beatrix Potter, do Royal Ballet, e a um episódio animado da séie de antologia da BBC, The World of Peter Rabbit and Friends.  Os produtos comerciais da história incluem figuras em porcelna de Beswick Pottery e caixas-de-música da Schmid.